# Notre-Dame-de-la-fin-des-Terres

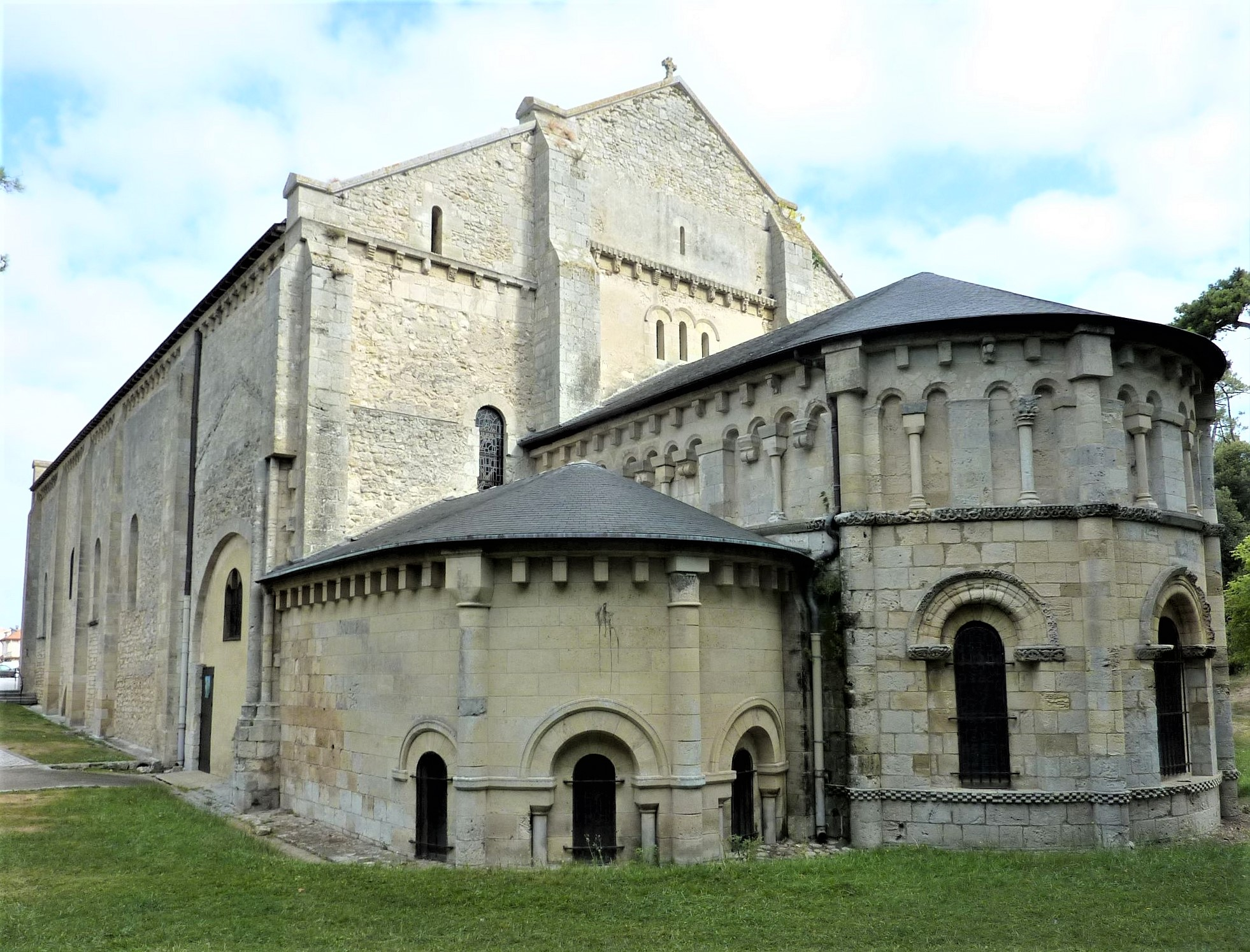
Ostansicht mit rekonstruiertem romanischen Chor

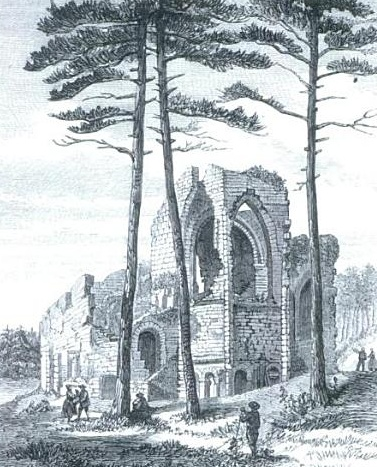
Ruine 1862 mit gotischem Chor

Die römisch-katholische Pfarrkirche Notre-Dame-de-la-fin-des-Terres ist eine ehemalige Benediktinerklosterkirche in Soulac-sur-Mer im Département Gironde in Frankreich. Seit 1998 ist die Kirche als Teil des Weltkulturerbes der UNESCO „Jakobsweg in Frankreich“ ausgezeichnet. Bereits seit 1891 ist das Gotteshaus als Monument historique klassifiziert.

## Geschichte

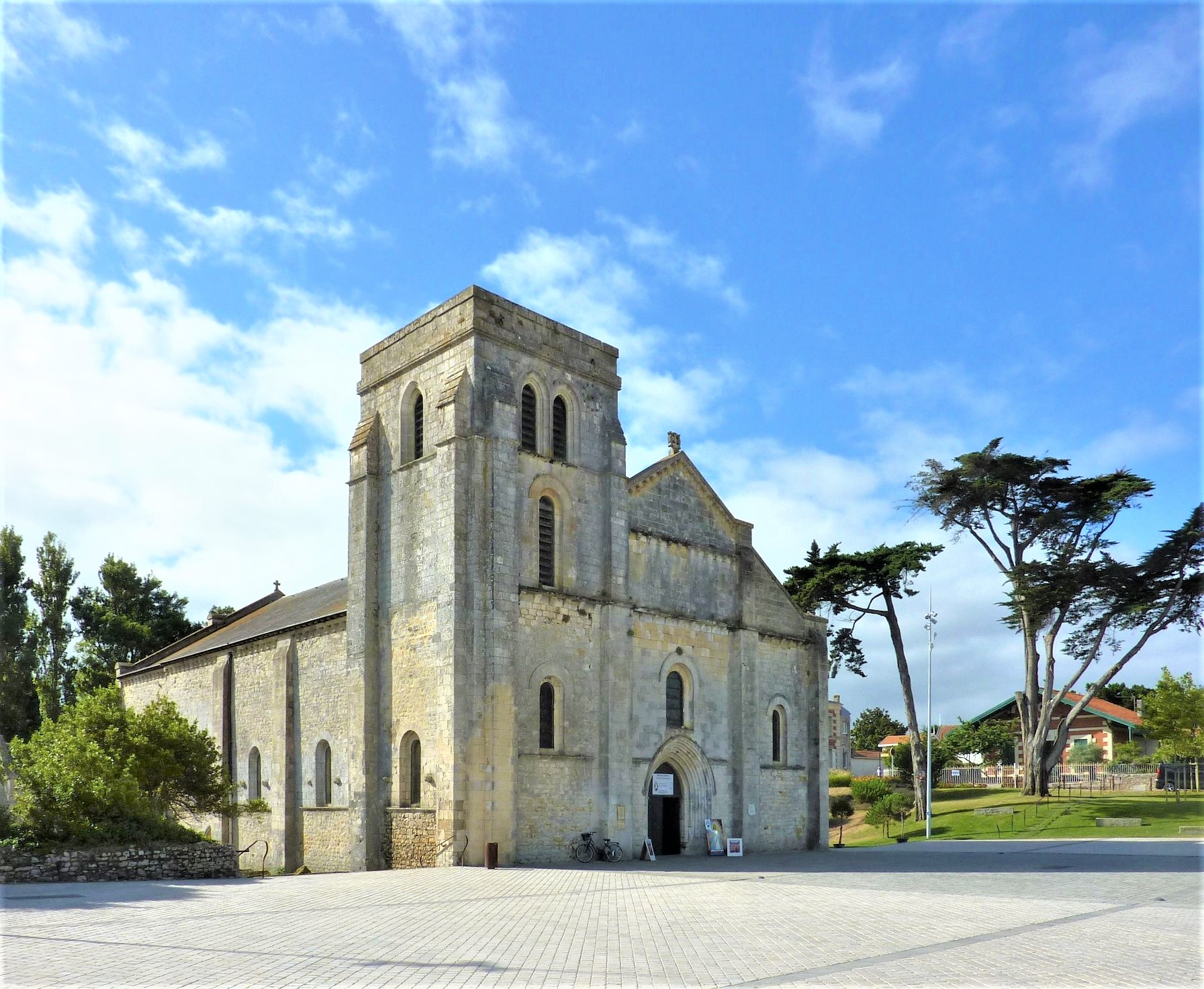
Die Kirche Notre-Dame-de-la-fin-des-Terres

Die Kirche Notre-Dame entstand als Kirche eines Priorats der Benediktinerabtei Sainte-Croix in Bordeaux. Sie ist in Dokumenten aus den Jahren 1035 und 1079 erwähnt, aber es wird angenommen, dass sie nicht vor Anfang des 12. Jahrhunderts fertiggestellt worden ist.
Durch ihre Lage in den Dünen war sie von Beginn an von Versandung bedroht. Aus dem 12. und 13. Jahrhundert existieren Urkunden über Schenkungen, die offensichtlich dazu dienten, die fortschreitende Versandung auszugleichen: Der Kirchenboden wurde um mehrere Meter angehoben, in der Westfassade wurde ein neues Portal in gotischem Stil angelegt, im Osten der romanische Chor durch einen höheren gotischen ersetzt. Schließlich mussten der Chor und das gesamte Erdgeschoss des Klosters aufgegeben werden. 1741 wurde die Kirche endgültig aufgegeben.

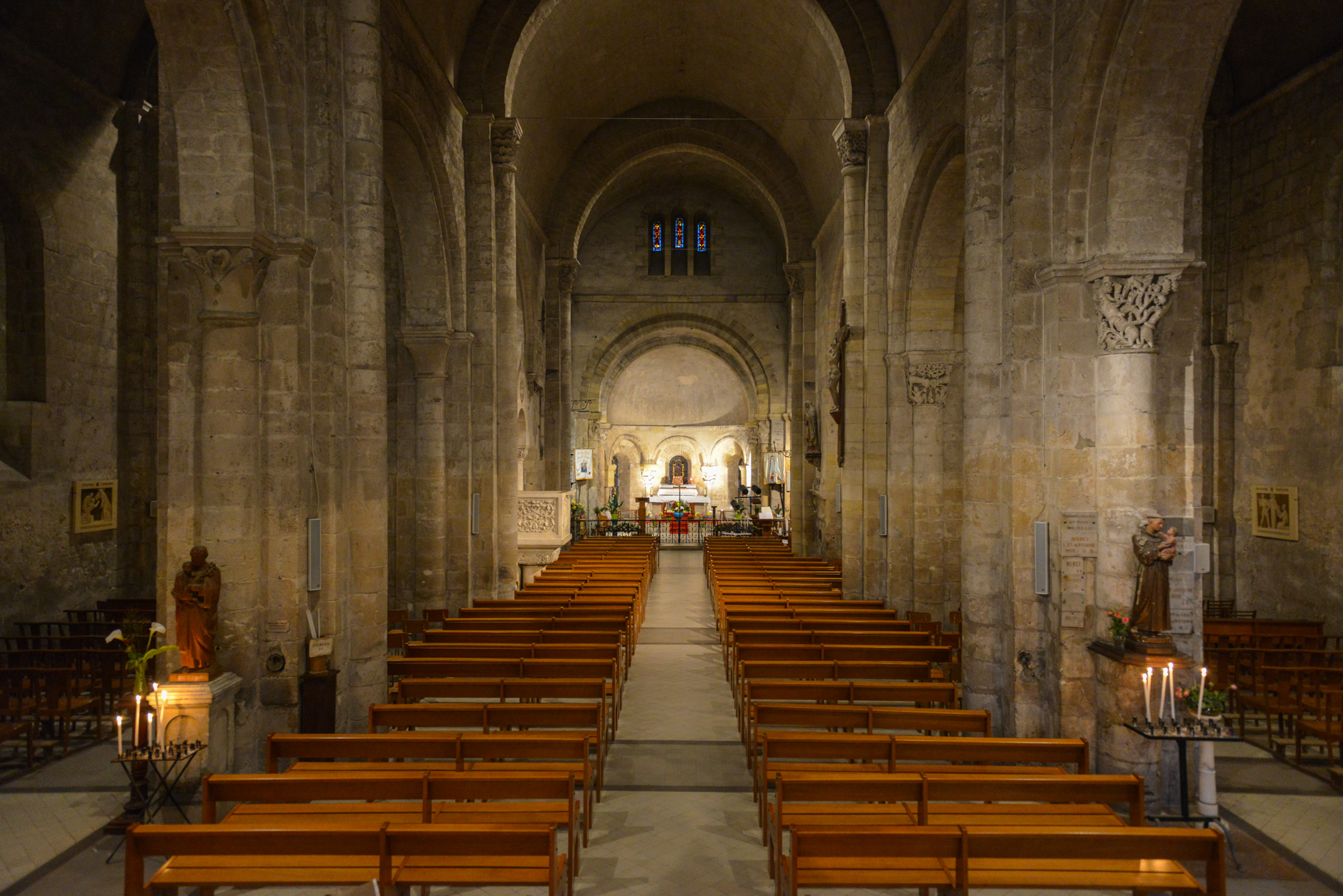
Langhaus zum Chor

Mit der Verlegung des Ortes sollte auch die Kirche neu erbaut werden. Dazu war die Verwendung von Material der alten Kirche geplant. Dies scheiterte jedoch an einem Einspruch der Handelskammer von Bordeaux: Der noch aus dem Sand ragende Kirchturm diente den in die Gironde einfahrenden Schiffen als unverzichtbares Wegzeichen.
Bis zur Mitte des 19. Jahrhunderts war die Düne weiter gezogen und hatte die Kirche wieder freigegeben. 1846 berichtete eine Delegation der französischen Denkmalkommission, von der Fassade sei schon wieder so viel zu sehen, dass man tatsächlich den Türsturz erkennen könne. Sie wurde ausgegraben, und 1858 gab der Bischof von Bordeaux den Gottesdienstbetrieb wieder frei. In den folgenden Jahrzehnten wurde die Kirche in mehreren Schritten grundlegend restauriert. Dabei wurde unter anderem der gotische Chor abgetragen, der heutige romanische ist zu großen Teilen eine Nachdichtung.
Heute liegt Notre-Dame hinter dem neuen Soulac, 500 Meter von der Küste entfernt in einer Sandkuhle. Die umliegenden Hügel, aufgeschaufelt beim Freilegen der Kirche, sind mit Pinien bewachsen. Das dazugehörige Kloster ist jedoch vollständig verschwunden.
Der fast 50 Meter lange Bau ist beileibe nicht die einzige Hallenkirche unter den benediktinischen Kirchenbauten aber wohl eine der ältesten. Wie bei vielen romanischen Hallenkirchen Frankreichs sind alle drei Schiffe mit Längstonnen gedeckt. An das dreischiffige Langhaus schließen drei Chorkapellen an, deren Querschnitt derjenigen der Schiffe entsprechen sollte. Die nachträglichen Umbauten im Kampf gegen den Sand haben jedoch dazu geführt, dass die Decke des Mittelschiffes den Chorzugang um volle fünf Meter überragt.
Der Kirchturm auf der Nordwestfassade ist vermutlich erst zu einem späteren Zeitpunkt gebaut worden, insbesondere das oberste, gotische Geschoss. Wahrscheinlich erhob sich zuvor ein zentraler Turm über dem östlichen Ende des Kirchenschiffes.